# برنارد ويليامز (رياضي)
برنارد ويليامز (بالإنجليزية: Bernard Williams)‏ مواليد 19 يناير 1978 في بالتيمور، هو عداء أمريكي متخصص في الجري السريع. فاز بالذهبية في الألعاب الأولمبية الصيفية.

## الميداليات
| الميدالية | المسابقة                       |
| --------- | ------------------------------ |
| ذهبية     | الألعاب الأولمبية الصيفية 2000 |
| فضية      | الألعاب الأولمبية الصيفية 2004 |
| ذهبية     | بطولة العالم لألعاب القوى 2003 |
| فضية      | بطولة العالم لألعاب القوى 2001 |
| ذهبية     | دورة الألعاب الأمريكية 1999    |

## روابط خارجية
- برنارد ويليامز على موقع الاتحاد الدولي لألعاب القوى (الإنجليزية)
- برنارد ويليامز على موقع أوليمبيديا (الإنجليزية)
- برنارد ويليامز على موقع اللجنة الأولمبية والبارالمبية الأمريكية (الإنجليزية)